# Stàrkovo (Perm)
|  | Per a altres significats, vegeu «Stàrkovo». |

Stàrkovo (en rus: Старково) és un poble del krai de Perm, a Rússia, que el 2016 tenia 18 habitants. Es troba al marge esquerre del riu Xakva.